# I Am Influencer
I Am Influencer je český krátký dokumentární film Pavla Bartovského o trendu influencerů. Tento dokumentární film z roku 2022 se zaměřuje především na vliv influencerů na dětské publikum. Průvodci ve filmu tímto současným fenoménem jsou přímo vybraní influenceři, například zpěvačka Naty Hrychová nebo bavič Lukáš Fritscher a další, kteří mají svůj sociální obsah spojený i s některou uměleckou činností.
Dokument byl uveden 6. listopadu 2022 na Mezinárodním filmovém festivalu Juniorfest. 1. října 2024 si odbyl svou TV premiéru na České televizi.

## Účinkující
- Martin Hložek (Project Creep)
- Naty Hrychová
- Diviška Šteflová
- Lukáš Fritscher
- Gabriela Hrychová
- Jeroným Široký